# 서로마 황제 (800년~924년)
다음은 카롤루스 제국의 신성 로마 황제의 명단이다. 정식 칭호명은  와 같은 로마인의 황제(라틴어: Imperator Romanorum)이다. 일반적으로 신성 로마 황제는 오토 1세의 즉위 이후 건립된 신성 로마 제국의 황제를 가리키지만, 일부 학자들은 카롤루스 대제가 서로마 황제로 즉위했기 때문에 그가 서로마 황제로 즉위한 800년이 신성 로마 제국의 시작 연도라고 보기도 한다.
| 초 상 | 이름, 출생년                                  | 이탈리아왕국 군주 즉위         | 카롤링거 제국 황제 즉위 | 대관식 날짜 (및 혈연) | 사망년 |
| ----- | --------------------------------------------- | ------------------------------ | ----------------------- | --- | ------ |
|       | 카롤루스 대제 (Charlemagne), 747?             | 774년                          | 800년                   | 800년 12월 25일 로마, 교황 레오 3세 대관 | 814년  |
|       | 루트비히 1세 경건왕, 778                      | 818년                          | 813/814/816             | 813년 9월 11일 아헨, 공동황제 / 814년 (카롤루스 대제의 사망) / 816년 10월 랭스, 교황 스테파노 4세 대관                                                         | 840년  |
|       | 로타르 1세성인, 795                           | 822년                          | 817/823/840             | 817년 (공동황제) / 823년 부활절, 교황 파스칼 1세 대관 / 840년 (루트비히 1세 경건왕의 사망)                                                                     | 855년  |
|       | 이탈리아의 루도비코 2세, 825                  | 844년                          | 855년                   | 로타르 1세의 장자. 850년 공동황제 교황 레오 4세 대관 / 855년 (로타르 1세의 사망)                                                                               | 875년  |
|       | 샤를 2세 대머리, 823                          | 875년                          | 875년                   | 로타르 1세의 이복 아우. 875년 12월 25일, 교황 요한 8세 대관 | 877년  |
|       | 루이 말더듬이, 846                            | 877년 서프랑크 국왕            | (877년)                 | 부황 샤를 2세(대머리)가 죽자 교황 요한 8세를 등에 업었지만 이탈리아를 카롤로만노(Carlomanno)가 장악하므로 제위 쟁탈에 실패, 요절                               | 879년  |
|       | 카롤로만노(Carlomanno)/바이에른의 카를만, 830 | 877년                          | 877년                   | (비정통 황제임.) 로타르 1세의 동복 아우인 루트비히 2세(806~843~876)의 장자. 뇌졸중 사망                                                                        | 880년  |
|       | 카를 3세 뚱보, 839                            | 879년                          | 881년                   | 루트비히 2세(806~843~876)의 3남. 881년 2월 12일, 교황 요한 8세 대관. 888년 1월, 아르눌프 (850?~896~899)가 폐위하여 며칠만에 사망                               | 888년  |
|       | 프리울리의 베렝가르, 840?                     | 888년                          | 887년~891. 915~924      | 루트비히 1세 경건왕의 외손자, 샤를 2세 대머리의 외조카. 카를 3세(뚱보)가 죽자 888년 밀라노의 안셀모 주교에 의해 랑고바르드 분국의 군주로 대관됐지만 891년 실권 | 924년  |
|       | 스폴레토의 위도(Guy), 855                     | 889년 대립왕(對立王)           | 891년                   | 891년 2월 21일, 교황 스테파노 5세 대관 | 894년  |
|       | 람베르토, 875?                                | 889년 스폴레토의 위도의 공동왕 | 894년                   | 위도의 아들. 892년 4월 30일 라벤나, 교황 포르모소 공동황제 대관 / 894년 (위도의 사망)                                                                          | 898년  |
|       | 아르눌프, 850?                                | 894년 대립왕                   | 896년                   | 카를로만 (830~877~880)의 혼외자. 896년 교항 포르모소 대립황제 대관. 898년 교황 요한 9세 무효선포                                                               | 899년  |
|       | 루도비코 3세 맹인, 881?                       | 900년 대립왕                   | 901년                   | 교황 베네딕토 4세 대관 | 928년  |
|       | 프리울리의 베렝가르, 840?                     | 888년                          | 887~891 915년~924       | 915년 교황 요한 10세 대관. 베렝가르 사후에는 제국의 황위가 궐위인데, 이탈리아의 군주를 명목상의 로마 황제로 취급하는 견해도 있음                               | 924년  |

## 같이 보기
- 카롤링거 왕조
- 카롤링거 제국